# Torneo de la Liga Encarnacena de Fútbol 2011
El torneo de la Liga Encarnacena de Fútbol (categoría mayor), es un torneo de la Liga Encarnacena de Fútbol. Está conformado por 11 equipos, de los cuales el campeón tiene un cupo para jugar la clasificación a la Campeonato B Nacional 2012.
El campeón de este torneo fue el club 22 de Septiembre, y el subcampeón fue Universal.

## Formato de la competición
Es utilizado el sistema de todos contra todos a partidos de ida y vuelta, de a 2 rondas compuestas por once fechas cada una con localía recíproca o neutral. En cada fecha, un equipo queda libre, y vuelve a jugar el partido "pendiente" en la próxima fecha con el próximo equipo que estará libre en la próxima fecha. El ganador del torneo es el que más puntos acumulados tiene. 
Para determinar el campeón absoluto de la temporada, se hace una "finalísima" de ida y vuelta entre los campeones de cada ronda. Si el mismo equipo sale campeón en ambas rondas, se consagra el campeón absoluto.

## Equipos participantes
- 1º de marzo
- San Juan
- Los Labriegos
- Nueva Estrella
- Universal
- Pettirosi
- Athletic
- Nacional
- Dep. Capitán Miranda
- Dep. Encarnación
- 22 de Septiembre

## Rueda 1
Esta rueda fue denominada el "Torneo Villa Alegre", se llevó a cabo a mediados de marzo, y culminó el 20 de mayo.

### Posiciones finales
- Fuente[1]

| Pos | Equipo            | Pts | PJ |
| --- | ----------------- | --- | -- |
| 1º  | Universal         | 24  | 12 |
| 2º  | Pettirosi         | 21  | 12 |
| 3º  | 22 de Septiembre  | 19  | 11 |
| 4º  | San Juan          | 16  | 11 |
| 5º  | Dep. Cap. Miranda | 14  | 11 |
| 6º  | Dep. Encarnación  | 14  | 11 |
| 7º  | Athletic          | 11  | 11 |
| 8°  | Los Labriegos     | 8   | 11 |
| 9º  | 1º de marzo       | 8   | 11 |
| 10º | Nueva Estrella    | 7   | 11 |
| 11° | Nacional          | 4   | 11 |

Resumen de la última fecha: La primera rueda, al igual que la segunda rueda, estaba compuesta por 11 fechas. En la 11.ª fecha, Universal y Pettirosi tenían la misma puntuación (21pts) y la diferencia de goles igual. Por eso se llevó a cabo un partido extra (que para ambos equipos sería la 12.ª fecha) para definir al campeón de esta rueda. Jugaron la finalísima el 20 de mayo, en el Estadio Hugo Stroessner de Universal, quién resultó ganador el equipo local por 2 a 1.

## Rueda 2
La Rueda 2 se inició el 29 de mayo, y culminó el 7 de agosto.

### Posiciones finales
- Fuente[3]

| Pos | Equipo            | Pts | PJ |
| --- | ----------------- | --- | -- |
| 1º  | 22 de Septiembre  | 24  | 11 |
| 2º  | Athletic          | 19  | 11 |
| 3º  | Nacional          | 19  | 11 |
| 4º  | Universal         | 18  | 11 |
| 5º  | Dep. Encarnación  | 18  | 11 |
| 6º  | Pettirosi         | 17  | 11 |
| 7º  | Dep. Cap. Miranda | 15  | 11 |
| 8°  | 1º de marzo       | 8   | 11 |
| 9º  | Los Labriegos     | 8   | 11 |
| 10º | N. Estrella       | 5   | 11 |
| 11° | San Juan          | 4   | 11 |

### Resultados
| Pettirosi      | 2 - 6 | 22 de Septiembre | 6 de agosto |
| Nacional       | 1 - 1 | Universal        | 6 de agosto |
| D. Encarnación | 2 - 1 | D. C. Miranda    | 6 de agosto |
| Los Labriegos  | 1 - 0 | 1º de marzo      | 6 de agosto |
| Athetic        | 3 - 1 | N. estrella      | 7 de agosto |

| San Juan         | 2 - 2 | Los Labriegos  | 30 de julio |
| 1º de marzo      | 2 - 3 | Nacional       | 30 de julio |
| Universal        | 4 - 0 | Athetic        | 31 de julio |
| N. Estrella      | 3 - 4 | Pettirosi      | 31 de julio |
| 22 de Septiembre | 1 - 0 | D. Encarnación | 31 de julio |

| Nacional       | 1 - 0 | Nacional         | 23 de julio |
| Pettirosi      | 2 - 0 | Universal        | 23 de julio |
| D. encarnación | 1 - 1 | N. estrella      | 23 de julio |
| Athletic       | 4 - 2 | 1º de marzo      | 24 de julio |
| D. C.Miranda   | 0 - 2 | 22 de Septiembre | 27 de julio |

| 1º de marzo   | 1 - 2 | Pettirosi      | 16 de julio |
| San Juan      | 2 - 3 | Athletic       | 16 de julio |
| Los labriegos | 2 - 3 | Nacional       | 16 de julio |
| N. estrella   | 0 - 1 | D. C.Miranda   | 16 de julio |
| Universal     | 3 - 3 | D. Encarnación | 16 de julio |

| 1º de marzo   | 1 - 2 | Pettirosi      | 10 de julio |
| San Juan      | 2 - 3 | Athletic       | 10 de julio |
| Los labriegos | 2 - 3 | Nacional       | 10 de julio |
| N. estrella   | 0 - 1 | D. C.Miranda   | 10 de julio |
| Universal     | 3 - 3 | D. Encarnación | 10 de julio |

| Universal     | 2 - 3 | 22 de Septiembre | 30 de junio |
| San Juan      | 1 - 5 | D. Encarnación   | 2 de julio  |
| Los labriegos | 1 - 1 | Pettirosi        | 2 de julio  |
| Nacional      | 2 - 3 | Athletic         | 2 de julio  |
| 1º de marzo   | 1 - 1 | D. C.Miranda     | 3 de julio  |

| D. C.Miranda     | 2 - 1 | San Juan      | 26 de junio |
| D.Encarnación    | 4 - 1 | Los labriegos | 26 de junio |
| N. estrella      | 1 - 2 | Universal     | 26 de junio |
| Pettirosi        | 0 - 1 | Nacional      | 26 de junio |
| 22 de septiembre | 2 - 3 | 1º de marzo   | 24 de junio |

| Athletic      | 2 - 3 | Pettirosi        | 18 de junio |
| Los labriegos | 0 - 2 | D. C.Miranda     | 18 de junio |
| Nacional      | 2 - 1 | D. Encarnación   | 18 de junio |
| 1º de marzo   | 1 - 1 | N. estrella      | 18 de junio |
| San Juan      | 0 - 3 | 22 de septiembre | 16 de junio |

| 22 de septiembre | 3 - 1 | Los labriegos | 13 de junio |
| Universal        | 4 - 2 | 1º de marzo   | 13 de junio |
| D. Encarnación   | 1 - 1 | Athletic      | 13 de junio |
| D. C.Miranda     | 3 - 0 | Nacional      | 13 de junio |
| N. estrella      | 2 - 5 | San Juan      | 13 de junio |

| Fecha 2 (Sin datos de partidos) | Fecha 2 (Sin datos de partidos) | Fecha 2 (Sin datos de partidos) | Fecha 2 (Sin datos de partidos) | Fecha 2 (Sin datos de partidos) | Fecha 2 (Sin datos de partidos) | Fecha 2 (Sin datos de partidos) | Fecha 2 (Sin datos de partidos) | Fecha 2 (Sin datos de partidos) | Fecha 2 (Sin datos de partidos) | Fecha 2 (Sin datos de partidos) | Fecha 2 (Sin datos de partidos) |
| ------------------------------- | ------------------------------- | ------------------------------- | ------------------------------- | ------------------------------- | ------------------------------- | ------------------------------- | ------------------------------- | ------------------------------- | ------------------------------- | ------------------------------- | ------------------------------- |

| Fecha 1 (Sin datos de partidos) | Fecha 1 (Sin datos de partidos) | Fecha 1 (Sin datos de partidos) | Fecha 1 (Sin datos de partidos) | Fecha 1 (Sin datos de partidos) | Fecha 1 (Sin datos de partidos) | Fecha 1 (Sin datos de partidos) | Fecha 1 (Sin datos de partidos) | Fecha 1 (Sin datos de partidos) | Fecha 1 (Sin datos de partidos) | Fecha 1 (Sin datos de partidos) | Fecha 1 (Sin datos de partidos) |
| ------------------------------- | ------------------------------- | ------------------------------- | ------------------------------- | ------------------------------- | ------------------------------- | ------------------------------- | ------------------------------- | ------------------------------- | ------------------------------- | ------------------------------- | ------------------------------- |

## Finalísima
Ganador de Rueda 1 (Universal) vs. Ganador de Rueda 2 (22 de Set.)
| 21 de agosto de 2011 | Universal          | 1:1 (1:1) | 22 de Septiembre | Hugo Stroessner, Encarnación               |                                            |
|                      | Oscar Peralta. 31' | Reporte   | César Lezcan 8'  | Asistencia: 827 espectadores Árbitro(s): ? | Asistencia: 827 espectadores Árbitro(s): ? |

| 28 de agosto de 2011 | 22 de Septiembre                                                                                             | 5:1 (1:0) | Universal           | Carlos Memmel, Encarnación                                       |                                                                  |
|                      | Ramón Oviedo 24' (a.g.) · Guido Pérez 79' · José Verdún 81' · Néstor Ortigoza 90 + 1' · Ever Cantero 90 + 4' | Reporte   | Rolando Ramírez 83' | Asistencia: 1.420 espectadores Árbitro(s): Elías Vega (Paraguay) | Asistencia: 1.420 espectadores Árbitro(s): Elías Vega (Paraguay) |

| Campeón Club 22 de septiembre |